# 1744

## أحداث
- تأسيس مدينة لاس بيدراس، أوروغواي [الإنجليزية] وتقع حاليا في الأوروغواي.
- تأسيس مدينة ريزندي وتقع حاليا في البرازيل.
- بداية الحرب السيليزية الثانية في 1744 والتي انتهت في 1745.

اتفاق الشيخ محمد بن عبد الوهاب والأمام محمد بن سعود على إنشاء دولة عربية، إسلامية، سياسية, وحربية وتسمى الدولة السعودية

## مواليد
- بيير ميشان
- جيمس سوليفان

## وفيات
- أندرس سلزيوس
- إبراهيم متفرقة
- أحمد بن عبد الله البغدادي - خطاط وعالِم وفقيه عراقي.